# Neopsylla tricata
Neopsylla tricata är en loppart som beskrevs av Jordan 1931. Neopsylla tricata ingår i släktet Neopsylla och familjen mullvadsloppor. Inga underarter finns listade i Catalogue of Life.